# Школа № 318 (Санкт-Петербург)
Государственное бюджетное общеобразовательное учреждение средняя общеобразовательная школа № 318 с углублённым изучением итальянского языка — школа во Фрунзенском районе Санкт-Петербурга с углублённым изучением итальянского языка.

## История
Школа № 318 как школа с углублённым изучением итальянского языка была создана в 1966 году на основе межправительственного соглашения между СССР и Италией и на Подъездном переулке, дом 12. В Италии тоже хотели открыть аналогичную школу, но это не удалось. В 1975 году школа переместилась в типовое здание «буквой „Н“» по адресу Будапештская ул., 64-2.
С 1987 года ведётся активное сотрудничество с рядом итальянских учебных заведений, производится обмен групп учеников. К 30-летию школы итальянское Общество Данте Алигьери присвоило школе имя Данте Алигьери.
В школе побывали: президент Италии Джованни Леоне (1977), делегация Итальянского парламента и сената, супруга президента Италии госпожа Франка Чампи (2000), мэры различных городов Италии (Милан, Феррара, Форли и др.), делегация Министерства просвещения Италии, послы Италии в России (СССР) и Генеральные консулы Италии разных лет. Школа также вела переписку с Джанни Родари и героями итальянского сопротивления.

## Современность
На сегодняшний день педагогический коллектив школы насчитывает около 60 педагогов, 15 педагогов являются выпускниками школы. В коллективе 5 заслуженных учителей России, 16 почётных работников образования и отличников просвещения, 4 лауреата премии губернатора (мэра) Санкт-Петербурга «За гуманизацию образования», 4 победителя конкурса «Лучший учитель России» в рамках Приоритетного национального проекта «Образование», 2 кандидата наук, более 40 учителей высшей категории.
2 учителя школы выходили в финал Всероссийского конкурса Учитель года России — И. А. Кахиани и Т. Н. Шмуренко.
Рейтинг за 2022 год по результатам ЕГЭ: 21 место во Фрунзенском районе, 288 место в Санкт-Петербурге (учитываются результаты по русскому языку и математике).

## Уникальность
Школа — единственная в России, изучающая итальянский язык по углублённой программе и поддерживающая прямые связи с Италией. Педагоги и ученики школы принимают участие в различных мероприятиях, связанных с Италией.
Педагогический состав — в данной школе также представлен состав педагогов итальянского языка, что включает преподавателей как из России, так и из Италии.[значимость факта?]